# Ullarps naturreservat
Ullarp är ett naturreservat i Eftra socken i Falkenbergs kommun i Halland. Det har en yta på sex hektar och består av ekhagmark. Det är skyddat sedan 1977 och ägs av Naturvårdsverket. Inom området häckar bland annat mindre hackspett. Andra fåglar i området är bland annat svarthätta, trädgårdssångare och näktergal.